# Basquetebol da União Desportiva Oliveirense
A equipa de Basquetebol da União Desportiva Oliveirense é a secção que representa a dita agremiação em competições profissionais nacionais e internacionais, localizado em Oliveira de Azeméis, Portugal. Manda seus jogos no Pavilhão Dr. Salvador Machado com capacidade para 4 000 adeptos.

## História
A secção da disciplina foi fundada no clube no longínquo ano de 1933 e foi em 1989 na então Terceira Divisão, que a equipa lançou-se em competições de cunho nacional. A ascensão ao escalão superior deu-se já na época 1990-91 e no pelotão de elite chegou em 1993. Permaneceu até 2005-06 quando desativaram sua equipa de seniores.
Na época 2009-10 a equipa foi refeita e reiniciou trabalhos no Campeonato Nacional CNB 2 de onde empreendeu meteórico crescimento até em 2013-14 voltar ao escalão principal. 
O "Debut" internacional do clube deu-se em 1995-96 na extinta FIBA Korac Cup onde eliminou na primeira ronda os ingleses do Worthing Bears (92-75,85-100) e na "Ronda dos 64" foi eliminado pelos franceses do Dijon.

## Histórico de épocas
| Época   | Nível | Liga    | TR | Res.  | PO       | Resultado         | Taça de Portugal | Outras Copas         | Competições Europeias |
| ------- | ----- | ------- | -- | ----- | -------- | ----------------- | ---------------- | -------------------- | --------------------- |
| 2009-10 | 4     | CNB2    | 1º | 16-0  | 1-0      | Promovidocampeão  |                  |                      |                       |
| 2010-11 | 3     | CNB1    | 1º | 20-2  | 7-1      | Promovidocampeão  | OF               |                      |                       |
| 2011-12 | 2     | Proliga | 4º | 13-9  | 5-5      | Semifinalista     | OF               |                      |                       |
| 2012-13 | 2     | Proliga | 2º | 17-3  | 9-2      | Promovidocampeão  | OF               | 2 Antonio Pratas C   |                       |
| 2013-14 | 1     | LPB     | 9º | 7-13  |          |                   | OF               | 1 Antonio Pratas FG  |                       |
| 2014-15 | 1     | LPB     | 8º | 10-12 | 0-3      | Quartas de finais | OF               | 1 Antonio Pratas FG  |                       |
| 2015-16 | 1     | LPB     | 4º | 11-9  | 5-5      | Semifinalista     | OF               | 1 Antonio Pratas FN  |                       |
| 2016-17 | 1     | LPB     | 4º | 16-6  | 3-3      | Semifinalista     | OF               | 1 Hugo dos Santos    |                       |
| 2017-18 | 1     | LPB     | 2º | 18-4  | 9-0      | Campeão           | OF               | 1 Hugo dos Santos FN |                       |
| 2017-18 | 1     | LPB     | 2º | 18-4  | 9-0      | Campeão           | OF               | Supercopa C          |                       |
| 2018–19 | 1     | LPB     | 1º | 29-3  | 9-1      | Campeão           | FN               | 1 Hugo dos Santos C  |                       |
| 2019–20 | 1     | LPB     | 4º | 14-8  | Covid 19 | Covid 19          |                  | 1 Hugo dos Santos C  |                       |
| 2020-21 | 1     | LPB     | 5º | 19-7  | 1-3      | Quartas de finais | QF               |                      |                       |

fonte:fpb.pt

### Palmares da secção
Liga Portuguesa de Basquetebol
Campeão (2): 2017-18, 2018-19
Finalista (4):1996-97, 2001-2003
Taça de Portugal de Basquetebol
Campeão (1):2003
Finalista (3): 1996, 2002, 2019
Supertaça de Portugal
Campeão (2): 2003 e 2018
Finalista (1): 2002
Proliga
Campeão (1): 2012-13
Taça Hugo dos Santos/Taça da Liga
Campeão (3): 2003, 2006 e 2019
Finalista (1): 2018
Troféu Antônio Pratas
Campeão (1):2012 (Nível Proliga)
Finalista (1): 2015 (Nível LPB)
CNB2
Campeão (1):2009-10
CNB1
Campeão (1):2010-11

### Participações em competições internacionais
| Época   | Competição             | Adversário         | Placar |
| ------- | ---------------------- | ------------------ | ------ |
| 1995-96 | Copa Korać             | Worthing Bears     | 92-75  |
| 1995-96 | Copa Korać             | Worthing Bears     | 85-100 |
| 1995-96 | Copa Korać             | Dijon              | 71-71  |
| 1995-96 | Copa Korać             | Dijon              | 60-88  |
| 1997-98 | FIBA Eurocup           | BC Samara          | 60-89  |
| 1997-98 | FIBA Eurocup           | BC Samara          | 82-77  |
| 1997-98 | FIBA Eurocup           | Plannja Basket     | 81-71  |
| 1997-98 | FIBA Eurocup           | Plannja Basket     | 76-79  |
| 1997-98 | FIBA Eurocup           | Keravnos BC        | 62-63  |
| 1997-98 | FIBA Eurocup           | Keravnos BC        | 76-69  |
| 1997-98 | FIBA Eurocup           | Caceres            | 72-66  |
| 1997-98 | FIBA Eurocup           | Caceres            | 68-98  |
| 1997-98 | FIBA Eurocup           | FMP Zeleznik       | 76-94  |
| 1997-98 | FIBA Eurocup           | FMP Zeleznik       | 60-81  |
| 1998-99 | Copa Korać             | Telindus           | 78-117 |
| 1998-99 | Copa Korać             | Telindus           | 55-57  |
| 2000-01 | Copa Korać             | Caceres            | 67-75  |
| 2000-01 | Copa Korać             | Caceres            | 84-93  |
| 2001-02 | Copa Korać             | Élan Chalon        | 76-73  |
| 2001-02 | Copa Korać             | Élan Chalon        | 67-79  |
| 2002-03 | FIBA Copa dos Campeões | Birmingham Bullets | 68-63  |
| 2002-03 | FIBA Copa dos Campeões | Birmingham Bullets | 77-81  |
| 2002-03 | FIBA Copa dos Campeões | Benneton Olympic   | 80-81  |
| 2002-03 | FIBA Copa dos Campeões | Benneton Olympic   | 72-81  |
| 2002-03 | FIBA Copa dos Campeões | Dexia Mons-Hainaut | 78-90  |
| 2002-03 | FIBA Copa dos Campeões | Dexia Mons-Hainaut | 75-85  |
| 2002-03 | FIBA Copa dos Campeões | SAOS Dijon         | 93-104 |
| 2002-03 | FIBA Copa dos Campeões | SAOS Dijon         | 92-80  |
| 2002-03 | FIBA Copa dos Campeões | Tenerife           | 89-92  |
| 2002-03 | FIBA Copa dos Campeões | Tenerife           | 73-76  |
| 2003-04 | FIBA Copa Europeia     | JA Vichy           | 96-98  |
| 2003-04 | FIBA Copa Europeia     | JA Vichy           | 93-77  |
| 2003-04 | FIBA Copa Europeia     | Atlético Queluz    | 93-72  |
| 2003-04 | FIBA Copa Europeia     | Atlético Queluz    | 78-89  |
| 2003-04 | FIBA Copa Europeia     | SAOS Dijon         | 66-98  |
| 2003-04 | FIBA Copa Europeia     | SAOS Dijon         | 83-90  |
| 2003-04 | FIBA Copa Europeia     | Ovarense Aerosoles | 75-77  |
| 2003-04 | FIBA Copa Europeia     | Ovarense Aerosoles | 69-86  |

## Equipa feminina

### Histórico de épocas
| Época   | Nível | Liga   | TR | Res.  | PO  | Resultado          | Taça de Portugal |
| ------- | ----- | ------ | -- | ----- | --- | ------------------ | ---------------- |
| 2016-17 | 3     | II Div | 2º | 12-2  | 2-1 | PromovidoFinalista | PE               |
| 2017-18 | 2     | I Div  | 6º | 8-10  | 0-2 | Quartas de finais  | PE               |
| 2018–19 | 2     | I Div  | 7º | 11-11 | 0-2 | Quartas de finais  | OF               |

## Artigos relacionados
- Liga Portuguesa de Basquetebol
- Proliga
- Seleção Portuguesa de Basquetebol Masculino